# مارلين أوكورو
مارلين أوكورو رياضية من مواليد 1984، اشتهرت في سباقات المضمار والميدان في بريطانيا العظمى، أكملت مارلين سباق ال 800 متر في نهائي ألعاب القوى العالمي 2008، وفازت بالجائزة البرونزية في سباق 400 متر تتابع.

## وصلات خارجية
- مارلين أوكورو على موقع الاتحاد الدولي لألعاب القوى (الإنجليزية)
- مارلين أوكورو على موقع الدوري الماسي (الإنجليزية)
- مارلين أوكورو على موقع اللجنة الأولمبية الدولية (الإنجليزية)
- مارلين أوكورو على موقع أوليمبيديا (الإنجليزية)
- مارلين أوكورو على موقع اللجنة الأولمبية البريطانية (الإنجليزية)
- مارلين أوكورو على موقع اتحاد ألعاب الكومنولث (مؤرشف) (الإنجليزية)
- مارلين أوكورو على موقع اتحاد ألعاب الكومنولث (مؤرشف) (الإنجليزية)